# Rottenacker

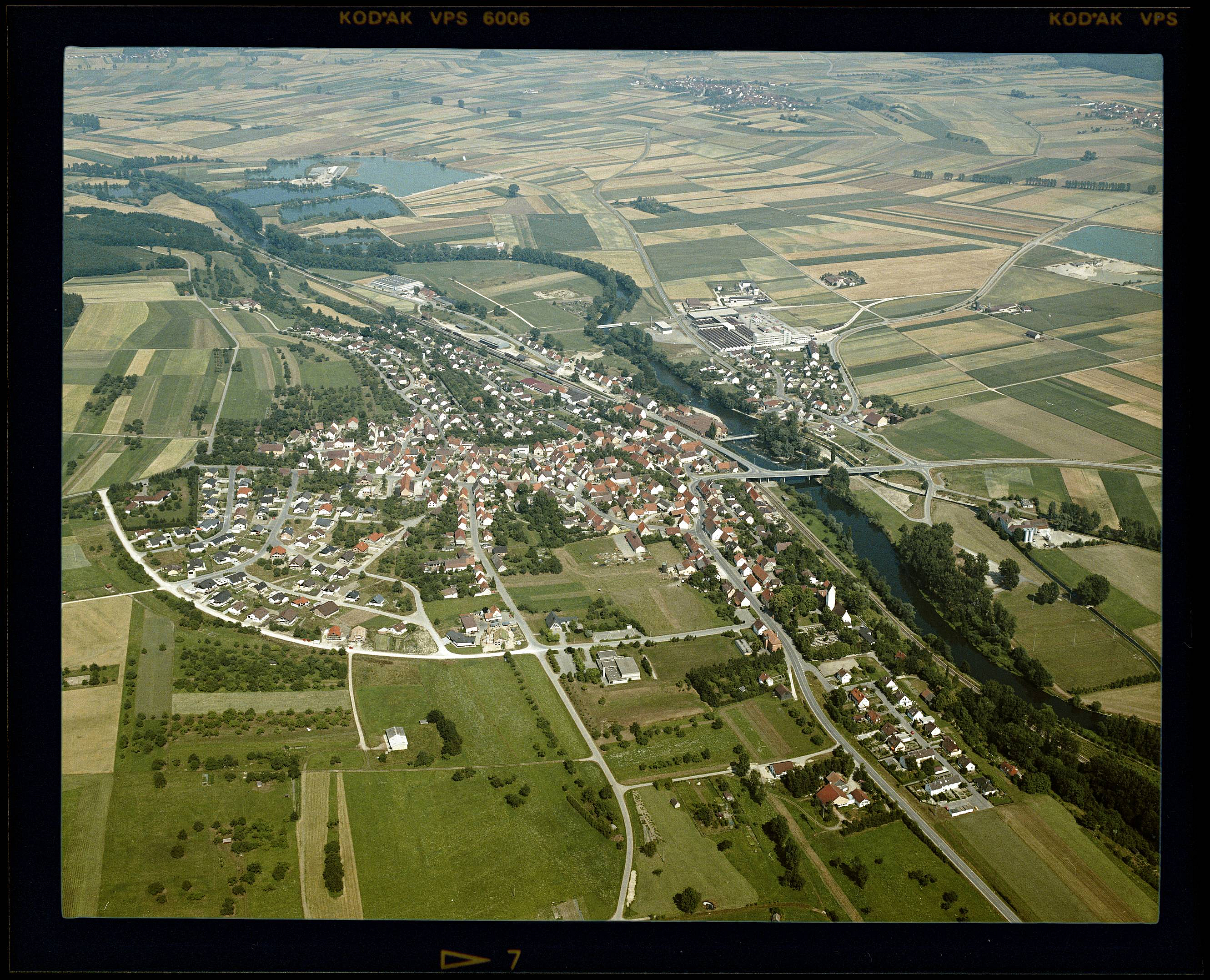
Luftbild von Rottenacker (1983)

Rottenacker ist eine Gemeinde im Alb-Donau-Kreis in Baden-Württemberg. Die Gemeinde gehört der Verwaltungsgemeinschaft Munderkingen an.

## Geografie

### Geografische Lage

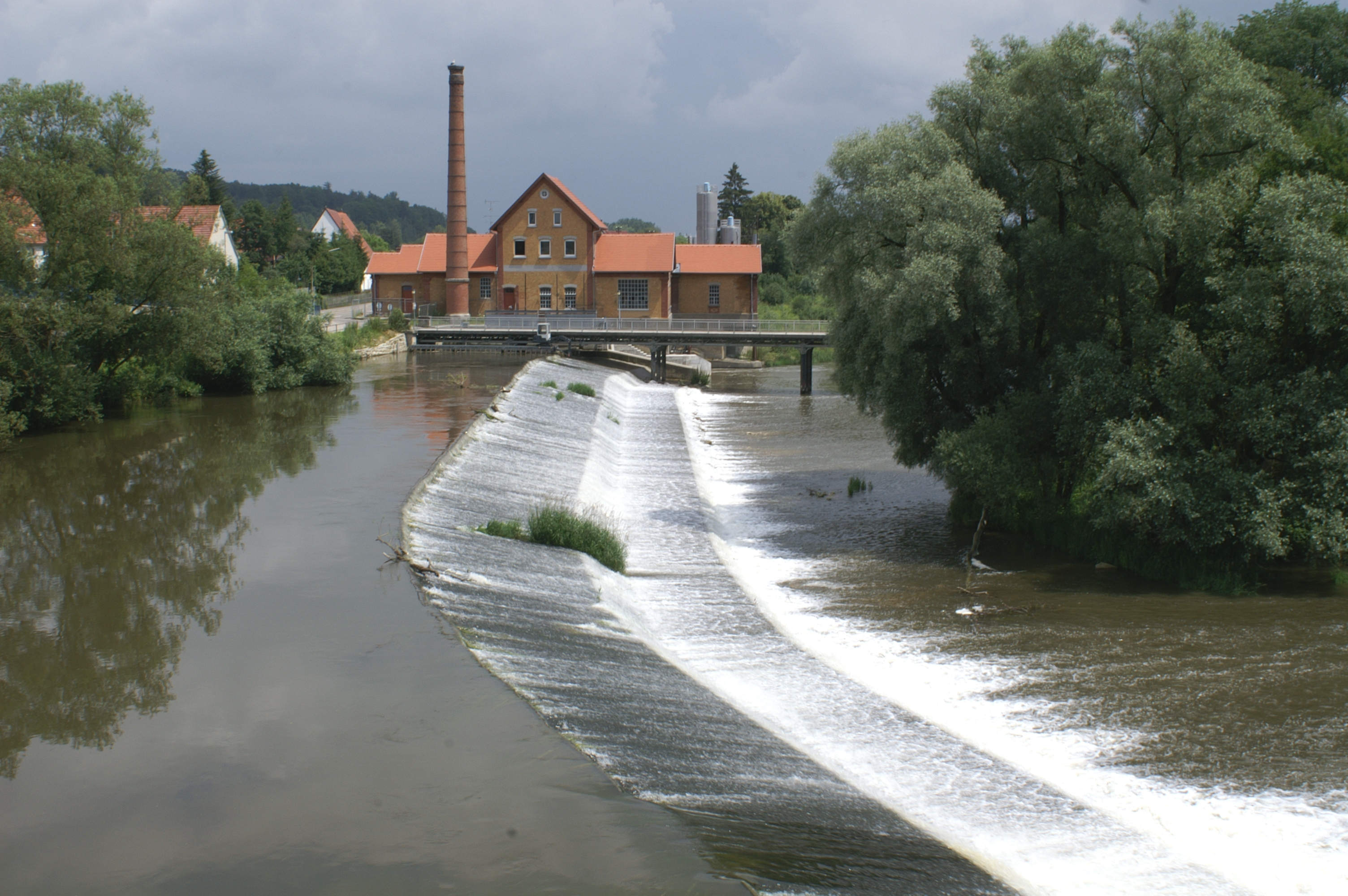
Wasserkraftwerk an der Donau

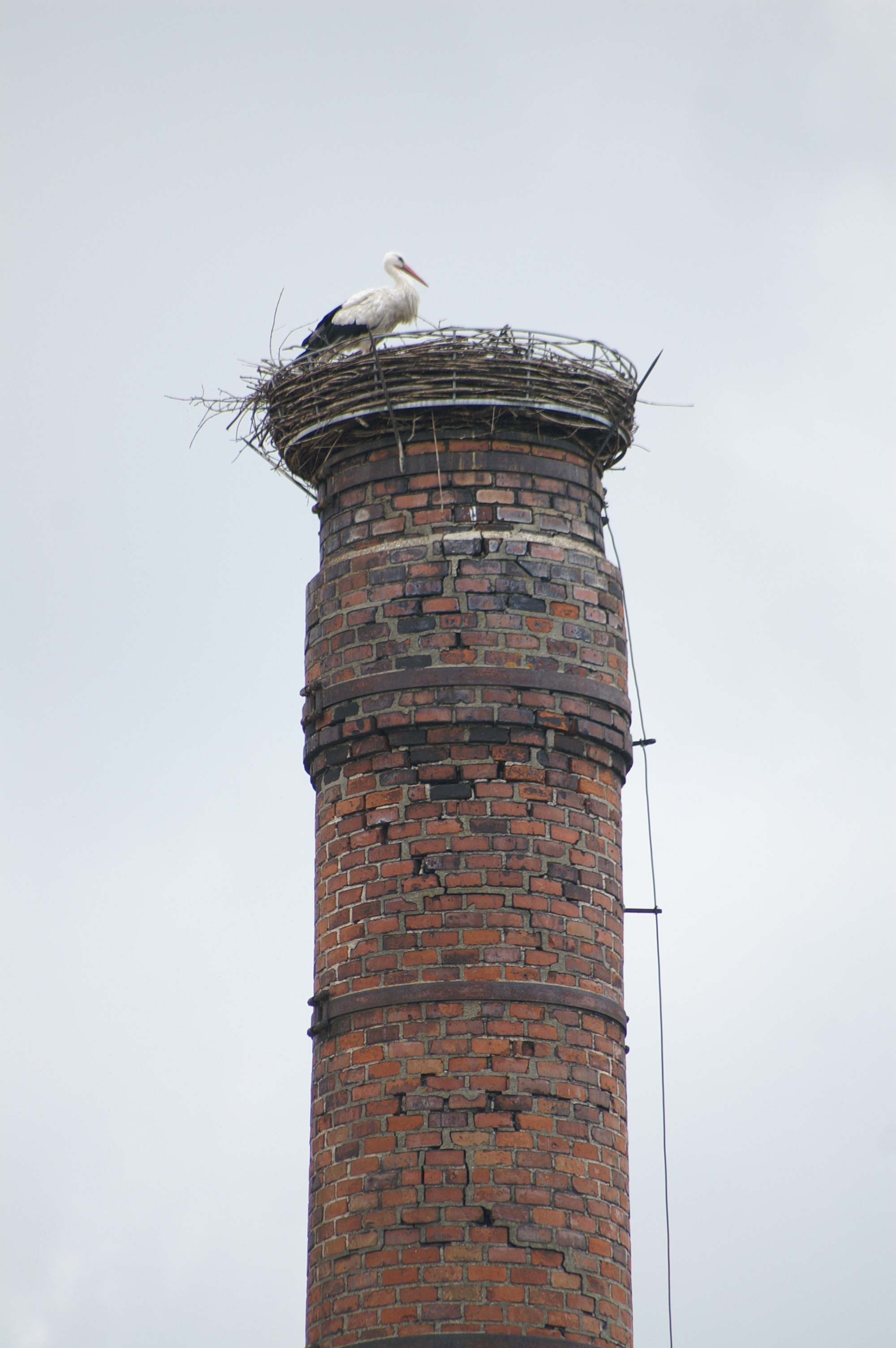
Im Rottenacker Kaminnest siedeln Weißstörche

Rottenacker liegt am Rand der Schwäbischen Alb sieben Kilometer südwestlich von Ehingen (Donau) direkt an der Donau.

### Nachbargemeinden
Die Gemeinde grenzt im Norden und Osten an die Stadt Ehingen, im Süden an Unterstadion und im Westen an die Stadt Munderkingen.

### Schutzgebiete
Das Landschaftsschutzgebiet Rottenacker umfasst einen Teil der Donauaue, den Weidachsee sowie die Gewanne Grüble und Fischgruben. Überdies hat die Gemeinde Anteil am FFH-Gebiet Donau zwischen Munderkingen und Ulm und nördliche Iller.

## Geschichte

### Mittelalter
Rottenacker wurde im 6. bis 7. Jahrhundert vermutlich als fränkische Siedlung gegründet und wurde erstmals 1085 als apud Rotenakere und 1116 als Rotinakkier erwähnt, das laut neueren Forschungen womöglich „Platz, wo die Gemeinde zusammentritt“ bedeutet. Bis ins 14. Jahrhundert war der Ort als Reichslehen zwischen Graf von Berg und Graf von Wartstein geteilt, dessen abhängige Ritterfamilien ihren Besitz im 14. Jahrhundert an das Kloster Blaubeuren übergaben, womit der Ort fast vollständig in dessen Besitz gelangte. 1447 ging der Ort an Württemberg, wobei er ab 1536 unter der württembergischen Klosterverwaltung Blaubeuren stand.

### Frühe Neuzeit
Im Bauernkrieg nahmen Rottenackerer Bauern 1525 im Baltringer Haufen teil. Während des Dreißigjährigen Kriegs wurde der Ort stark zerstört, weswegen er nach 1634 ausgestorben war und sich erst vier Jahre später wieder vereinzelt Familien dort niederließen. Ab 1648 zogen viele Schweizer in den Ort ein.

### 19. Jahrhundert
Bei der Umsetzung der neuen Verwaltungsgliederung im 1806 gegründeten Königreich Württemberg wurde Rottenacker dem neu gebildeten Oberamt Ehingen zugeordnet.
Im 19. Jahrhundert gab es Auswanderungswellen in den Kaukasus und nach Nordamerika; allein zwischen 1851 und 1854 suchten 28 Familien und 48 Ledige in Nordamerika eine neue Heimat.
Mit dem Weiterbau der Donaubahn von Ehingen nach Scheer erhielt Rottenacker 1870 Anschluss an das Schienennetz der Württembergischen Eisenbahn.

### Die Separatisten
Im späten 18. Jahrhundert erlebte der Radikale Pietismus wieder einen Aufschwung, denn viele Pietisten trennten sich aus religiösen Gründen von der Kirche. In Württemberg nannte man sie allgemein Separatisten.
Seit 1785 stieg der Leinenweber Johann Georg Rapp aus Iptingen zum Anführer der württembergischen Separatisten auf und versammelte etwa 2000 Anhänger. Als Rapp 1803 in die Vereinigten Staaten auswanderte, übernahm die Separatistengruppe aus Rottenacker die Führungsrolle im württembergischen Radikalpietismus. Sie war 1800 auf Anregung der Magd Barbara Grubenmann aus Teufen im schweizerischen Kanton Appenzell Ausserrhoden entstanden, die sich in Rottenacker aufhielt. Etwa 70 Personen separierten sich von der Kirche. Von Anfang an spielten politische Motive eine wichtige Rolle; so beschimpften die Separatisten den württembergischen Kurfürsten Friedrich und die herrschaftlichen Beamten. Im Mai 1804 ließ der Kurfürst 14 der radikalsten Männer durch ein Militärkommando verhaften und auf die Festung Hohenasperg bringen, wo manche jahrelang in Gefangenschaft blieben. Da sich manche Eltern weigerten, ihre Kinder zur Schule zu schicken, nahm man die Kinder weg und brachte sie in das Stuttgarter Waisenhaus.
Im Jahr 1811 kauften einige Separatisten das Vogthaus neben der Kirche und lebten in einer Gütergemeinschaft zusammen. Schließlich erwarb eine Separatistengruppe aus Württemberg 1816 das Schlossgut Brandenburg bei Dietenheim an der Iller mit dem Ziel, eine radikalpietistische Kommunität zu gründen. Als König Friedrich das Ansinnen ablehnte, wanderten die Separatisten in die Vereinigten Staaten aus und gründeten in Ohio die Siedlung Zoar. Dort lebten sie als „Zoar Society“ in Gütergemeinschaft zusammen.
Im Jahr 1898 musste die Zoar Society aufgelöst werden, nachdem eine nachwachsende Generation nicht mehr bereit war, auf privates Eigentum zu verzichten.

### Verwaltungszugehörigkeit
Bei der Kreisreform während der NS-Zeit in Württemberg gelangte Rottenacker 1938 zum Landkreis Ehingen. 1945 wurde Rottenacker Teil der Französischen Besatzungszone und kam somit zum Nachkriegsland Württemberg-Hohenzollern, welches 1952 im Land Baden-Württemberg aufging. Seit der Kreisreform von 1973 ist Rottenacker Teil des Alb-Donau-Kreises.

### Religion
Die evangelische Kirchengemeinde Rottenacker liegt im Kirchenbezirk Blaubeuren der Württembergischen Landeskirche. Der Bau der Pfarrkirche erfolgte 1485 und wurde 1882 und 1963 renoviert.

## Bürgermeister
Bürgermeister ist seit dem 1. Januar 2025 Moritz Heinzmann. Er wurde am 13. Oktober 2024 mit 79,1 Prozent der Stimmen gewählt. Er folgte Karl Hauler nach, der von 2000 bis 2024 amtierte.

## Gemeinderat
Nach der Kommunalwahl im Juni 2024 hat der Gemeinderat zehn Mitglieder, drei Frauen und sieben Männer.

## Verkehr
Rottenacker liegt an der Bahnstrecke Ulm–Sigmaringen. Seit dem Fahrplanwechsel am 14. Dezember 2014 wird Rottenacker wieder regelmäßig von Regionalbahnen bedient. Das denkmalgeschützte, 1870 errichtete Empfangsgebäude des Bahnhofes steht jedoch leer und ist stark sanierungsbedürftig.
Durch eine Alltagsroute aus dem Radnetz Baden-Württemberg ist Rottenacker mit Ehingen und in der anderen Richtung über Munderkingen mit Riedlingen verbunden. 
Rottenacker liegt am Radfernweg Donauradweg. Er wird ab Tuttlingen auch als EuroVelo-Route EV6 und zwischen Tuttlingen und Passau als D-Route 6 geführt. Durch die Gemeinde führt überdies der Oberschwaben-Allgäu-Radweg. Er ist eine Rundstrecke über Ulm und Tettnang und verläuft dabei vom Berg Bussen über Oberstadion und Unterstadion nach Rottenacker und weiter nach Ehingen.

## Söhne und Töchter der Gemeinde
- Ulrich Tenngler (1447–1511), Landvogt und Autor „Der Laienspiegel“
- Konrad Sam (um 1483–1533), Reformator. Er stand schon 1520 mit Martin Luther in Verbindung und wurde 1524 vom Rat der Stadt Ulm zum Prediger berufen
- Franz Carl Hiemer (1768–1822), Maler, Librettist und Schauspieler.
- Johannes Breimaier (1776–1834), religiöser Separatist. Er regte 1819 in Zoar die Einführung des Gemeineigentums an. Ein englischer Zeitungsbericht von 1845 über Zoar und vergleichbare religiöse Gemeinschaftssiedlungen in den USA beeindruckte Friedrich Engels im Vorfeld des Kommunistischen Manifests von 1848.
- Friedrich von Grundler (1788–1869), deutscher Maschinenbauer und Konstrukteur
- Ferdinand Frauer (1878–1953), württembergischer Oberamtmann
- Christoph Diehm (1892–1960), SS-Brigadeführer und Generalmajor der Waffen-SS und Polizei, NSDAP-Politiker, Polizeipräsident sowie SS- und Polizeiführer
- Gerhard Storz (1898–1983), Pädagoge, Schriftsteller, Literaturwissenschaftler und Kultusminister des Landes Baden-Württemberg
- Martin Storz (1900–1995), Landwirt, Verwaltungsbeamter und 1953–1961 Landtagsabgeordneter (CDU)